# 亀山城 (長門国)
亀山城（かめやまじょう）は、長門国大津郡（山口県長門市）にあった日本の城（平山城）。

## 概要
鷲頭氏の本拠は深川城で、この城は前線基地であった。現在の山口県長門市の中心部にある長門市役所の東側にある標高約24メートル、比高差約22メートルの丘陵に築城された。城の東側に堀が現存しており、中央が少し高く南西から東西に伸びる曲輪が残っている。南側は切岸になっている。

## 城名の由来
城が築城された丘陵の形が亀に似ていることから亀山城と呼ばれるようになった。丘陵の西側を首、東側を尻と呼ばれている。

## 歴史
嘉吉元年（1441年）大内氏の第12代当主大内持世が死亡し、大内教弘が跡を継いだ。それまでは大内氏と鷲頭氏との仲は良好だったが、弘忠と教弘は不仲だったと考えられ、文安3年（1446年）4月15日に守護代の任を解かれた。この間に弘忠と父である鷲頭弘為は本拠である深川城の周辺に支城を築き、教弘の攻撃に備えた。
弘忠は当初、教弘が深川城の北側（響灘の深川湾）へ水軍をもって侵攻すると考え、同年に鷲頭弘忠が響灘から近いところにこの亀山城を築いて備えた。しかし、いざ攻撃が始まると、教弘は深川城の南側（現在の美祢市方面）から侵攻し、鷲頭氏家臣の刺賀政頼の居城である堅田城や沢差城などを落城させ、搦手から深川城に迫った。
文安5年（1448年）2月17日、遂に深川城は陥落し、弘忠はもとより、その息子の鷲頭弘貞を含む一族郎党全てが殺されたという。　
その後、亀山城には日置氏が入城したが、その後の処遇は不明である。
現在は藪林になっており、特に舗装はされていないため到達するのは少々困難である。辿り着くには法蓮寺と長門環境保健所の間にある歩道を通り、墓地を経由して藪林の中に入るルートしかない。

## 現地情報

### 所在地
- 山口県長門市東深川字正明市三区城山[1]

### 交通アクセス
鉄道
- JR山陰本線長門市駅より西へ徒歩約13分
- JR美祢線板持駅より北へ徒歩約25分

路線バス
- サンデングループブルーライン交通
- 防長交通
  - 長門市役所バス停下車 東へ徒歩約5分
  - JA深川前バス停下車 東へ徒歩約7分

自動車道
- 中国自動車道 美祢ICより北へ車で約30分。